# Janowice Wielkie
Janowice Wielkie [janɔˈvit͡sɛ ˈvjɛlkʲɛ] (tiếng Đức: Jannowitz) ngày nay là một thị trấn nhỏ thuộc huyện Jelenia Góra, Lower Silesian Voivodeship, ở phía tây nam Ba Lan. Đó là trụ sở của khu hành chính (gmina) được gọi là Gmina Janowice Wielkie. Dân số vào khoảng 2.100. Thị trấn nằm cách Jelenia Góra khoảng 14 kilômét (9 mi) về phía đông và cách thủ phủ khu vực Wrocław (Breslau) 84 km (52 mi) về phía tây.
Cho đến tháng 5 năm 1945, Jannowitz là một khu vực của Đức, vùng cực tây của Silesia và là một khu nghỉ mát mùa hè ở chân đồi của Silesian hoặc Great Mountains. Từ đây có một tuyến đường dẫn trực tiếp về phía nam đến Bolundredchloss (độ cao 1840 feet). những tàn tích hùng vĩ của một lâu đài cổ bị phá hủy bởi người Thụy Điển năm 1643.
Vào cuối Thế chiến II, Jannowitz rơi vào Vùng chiếm đóng của Liên Xô, với phần còn lại của Silesia. Liên Xô đã trao toàn bộ tỉnh cho nhà nước đối tác của họ, cộng sản Ba Lan. Dân số Đức đã bị trục xuất khỏi nơi đây.

## Hình ảnh

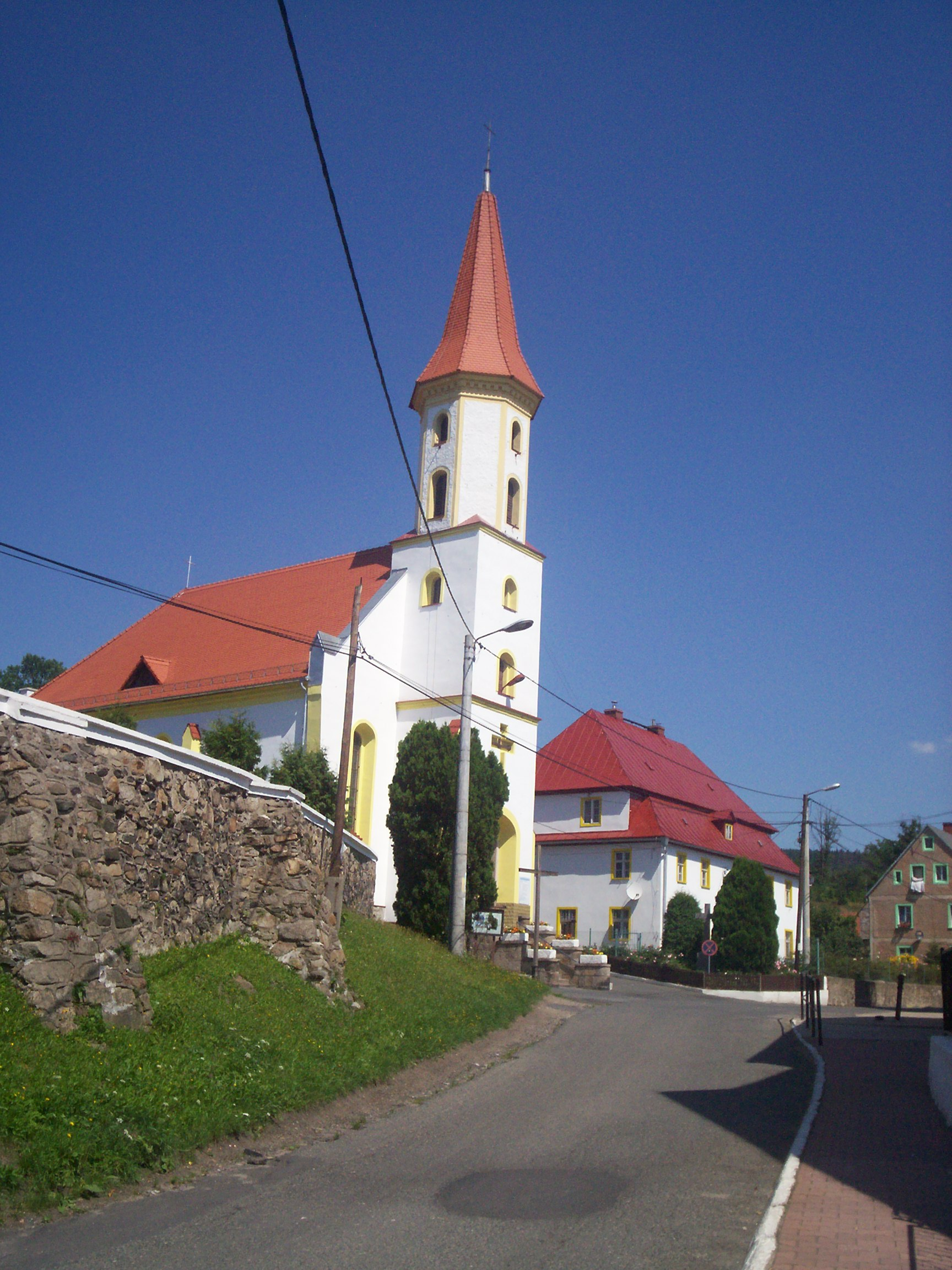
Nhà thờ Chúa Kitô Vua
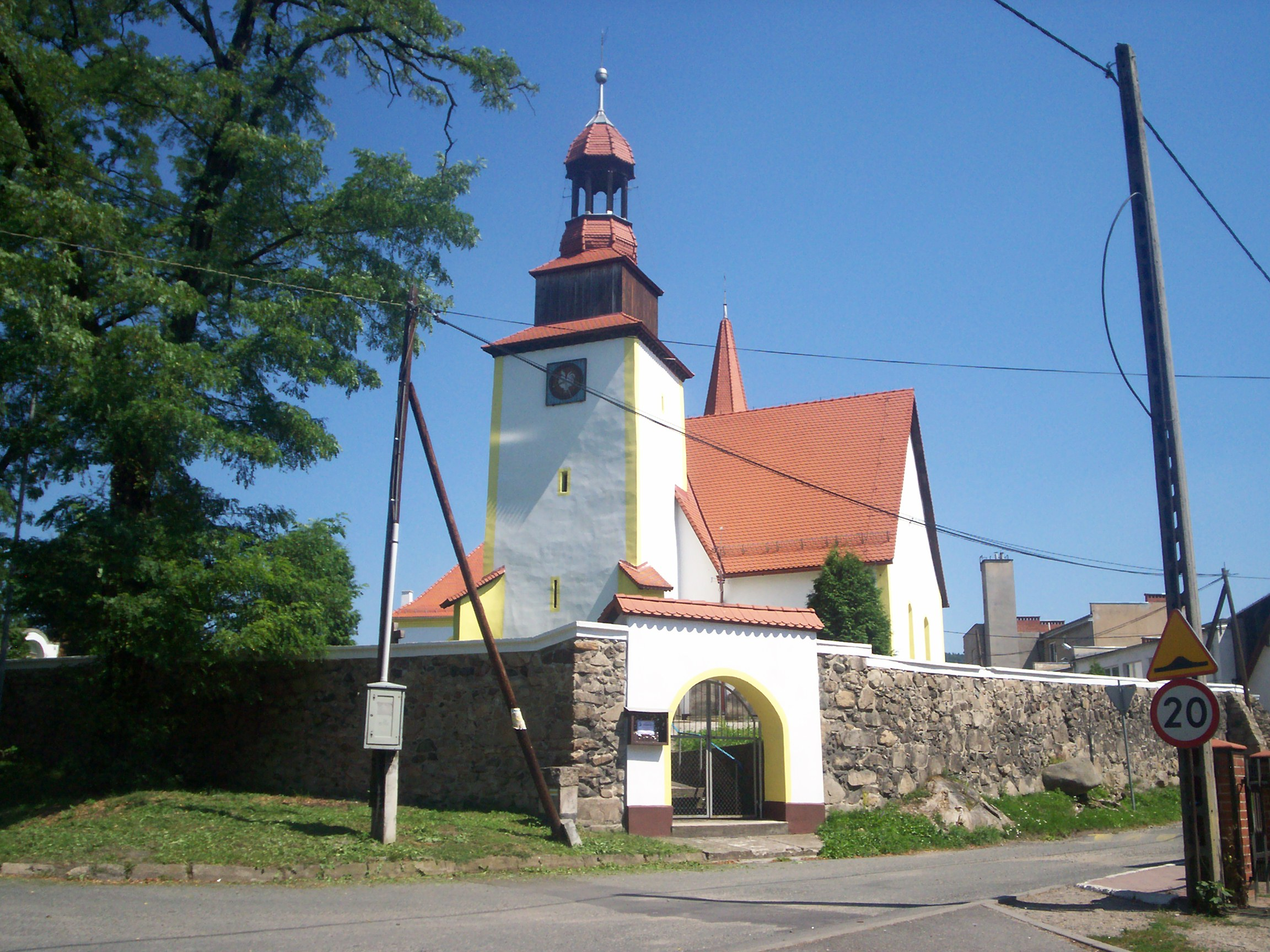
Nhà thờ giả định của Đức Trinh Nữ Maria
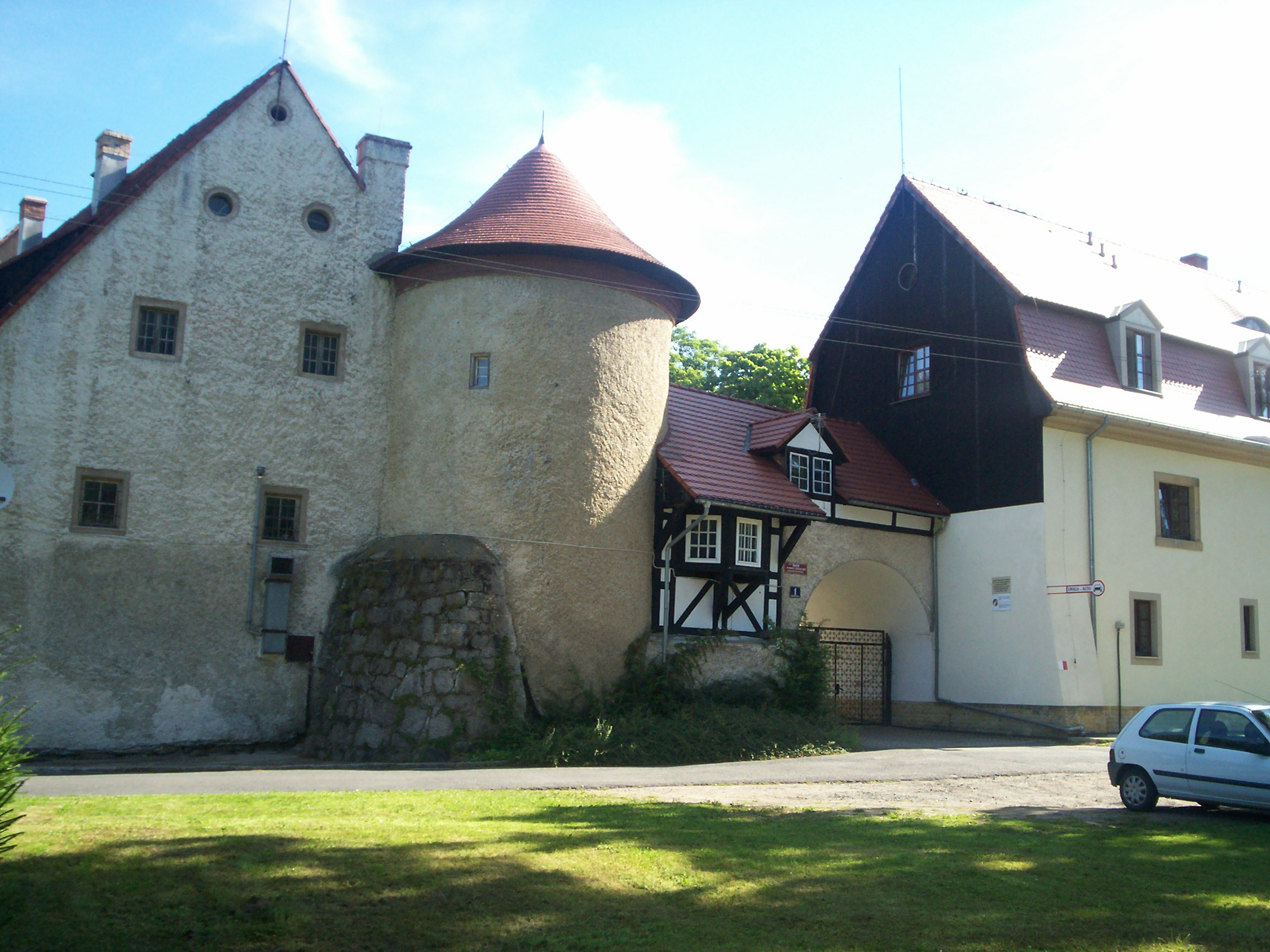
Gia đình Schaffgotsch trước đây là Nhà phúc lợi
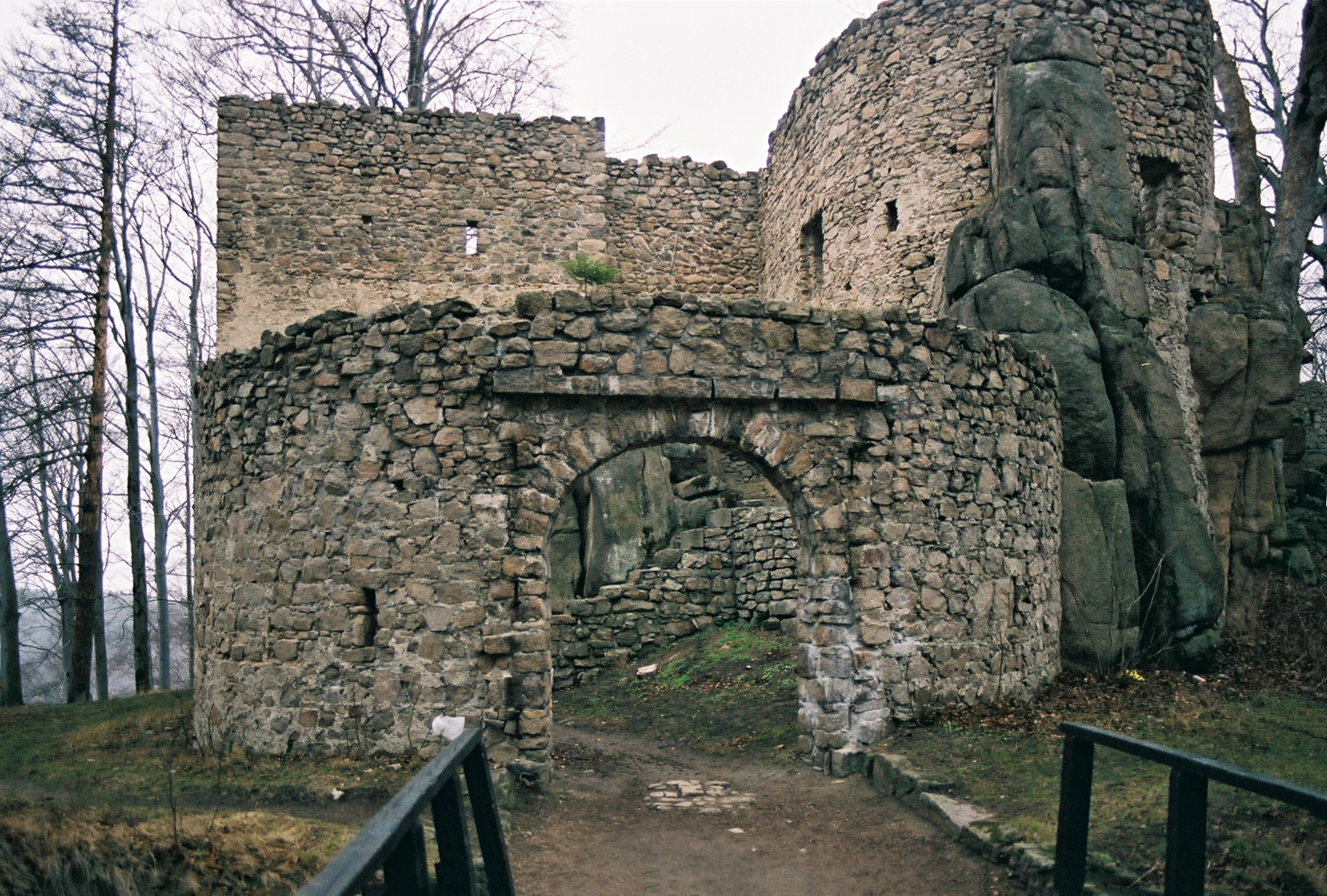
Những tàn tích của lâu đài thế kỷ mười bốn Bolczów
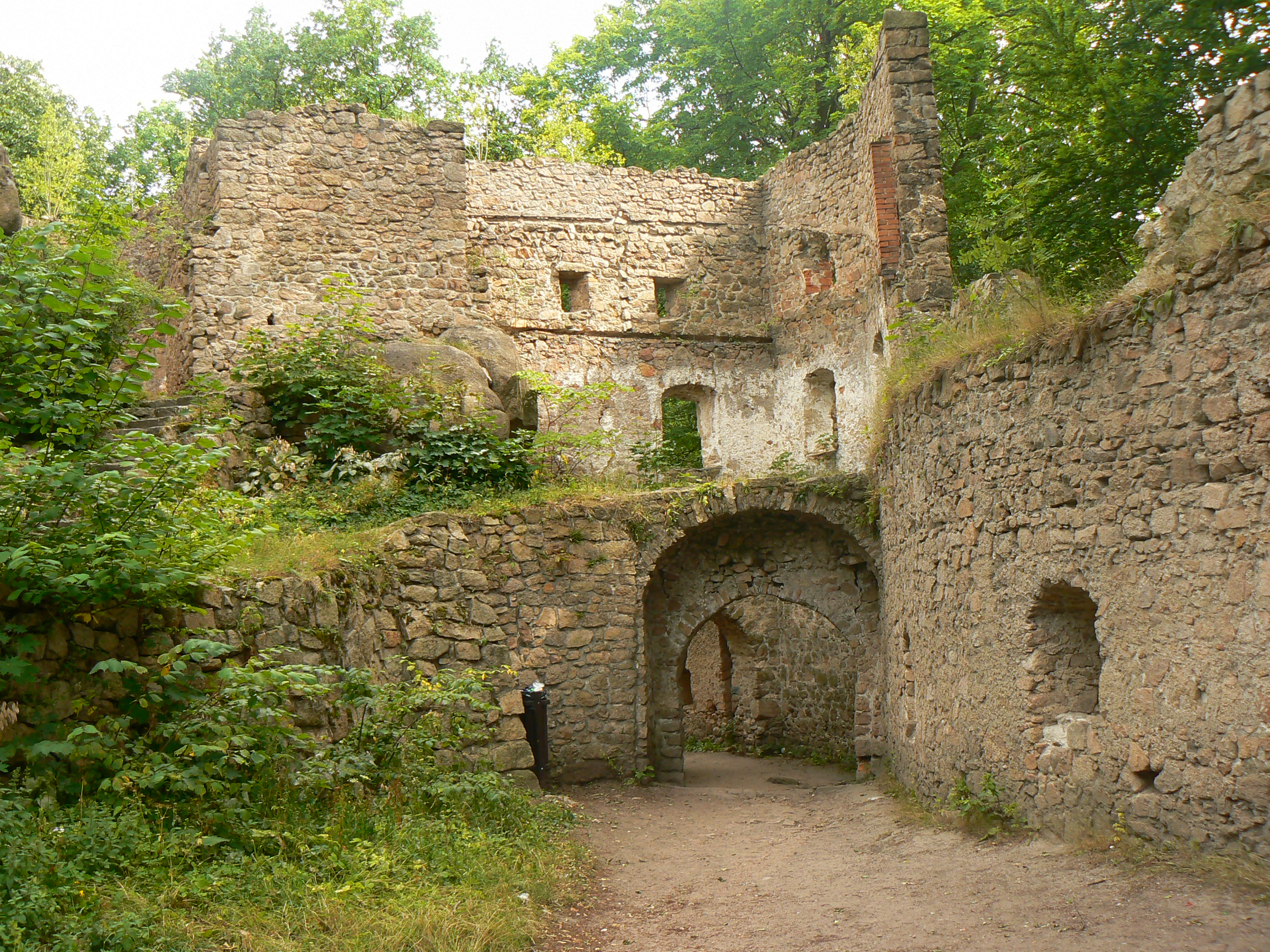
Lâu đài Bolczów
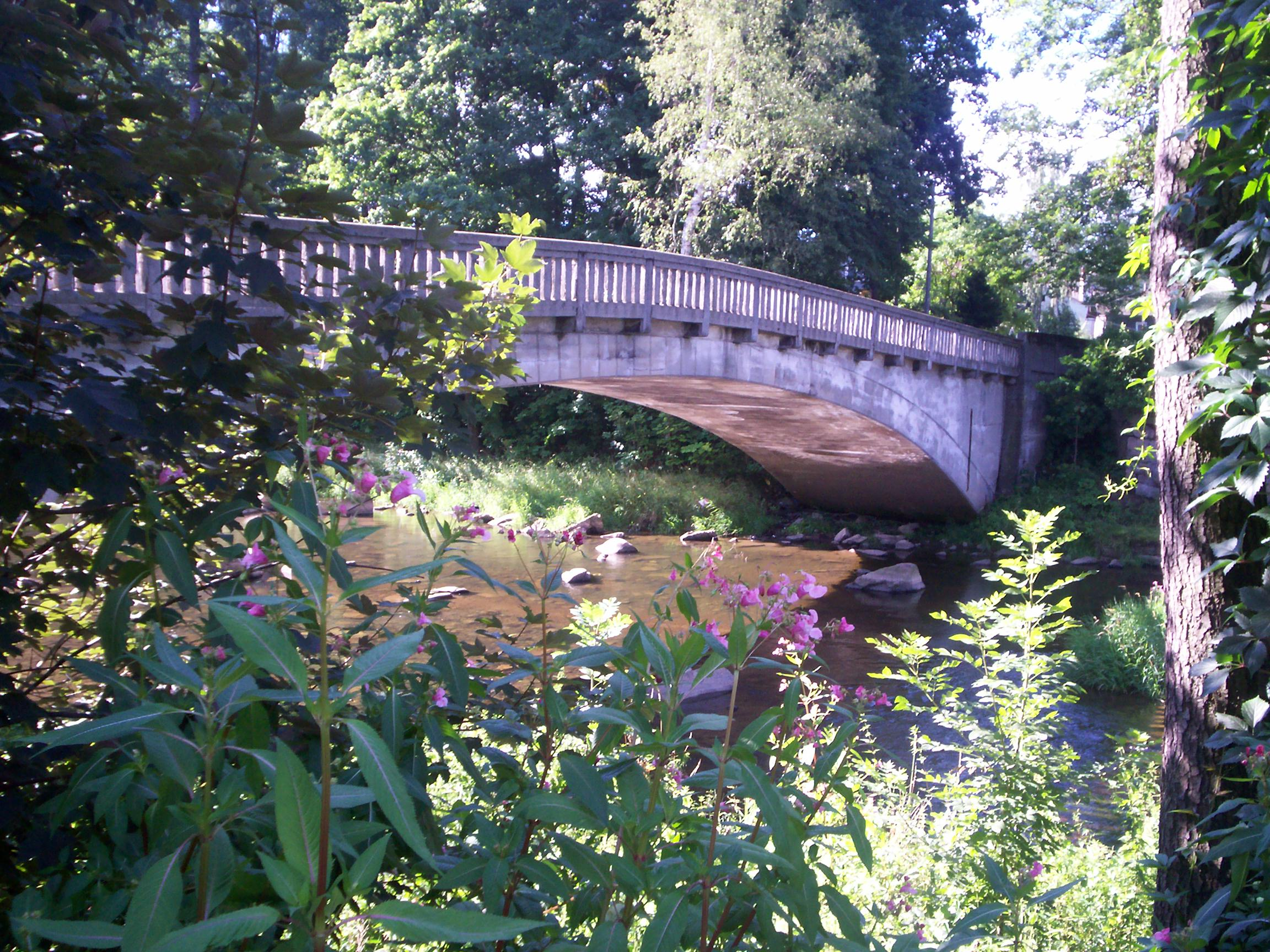
Cây cầu đá Baroque bắc qua sông Bóbr
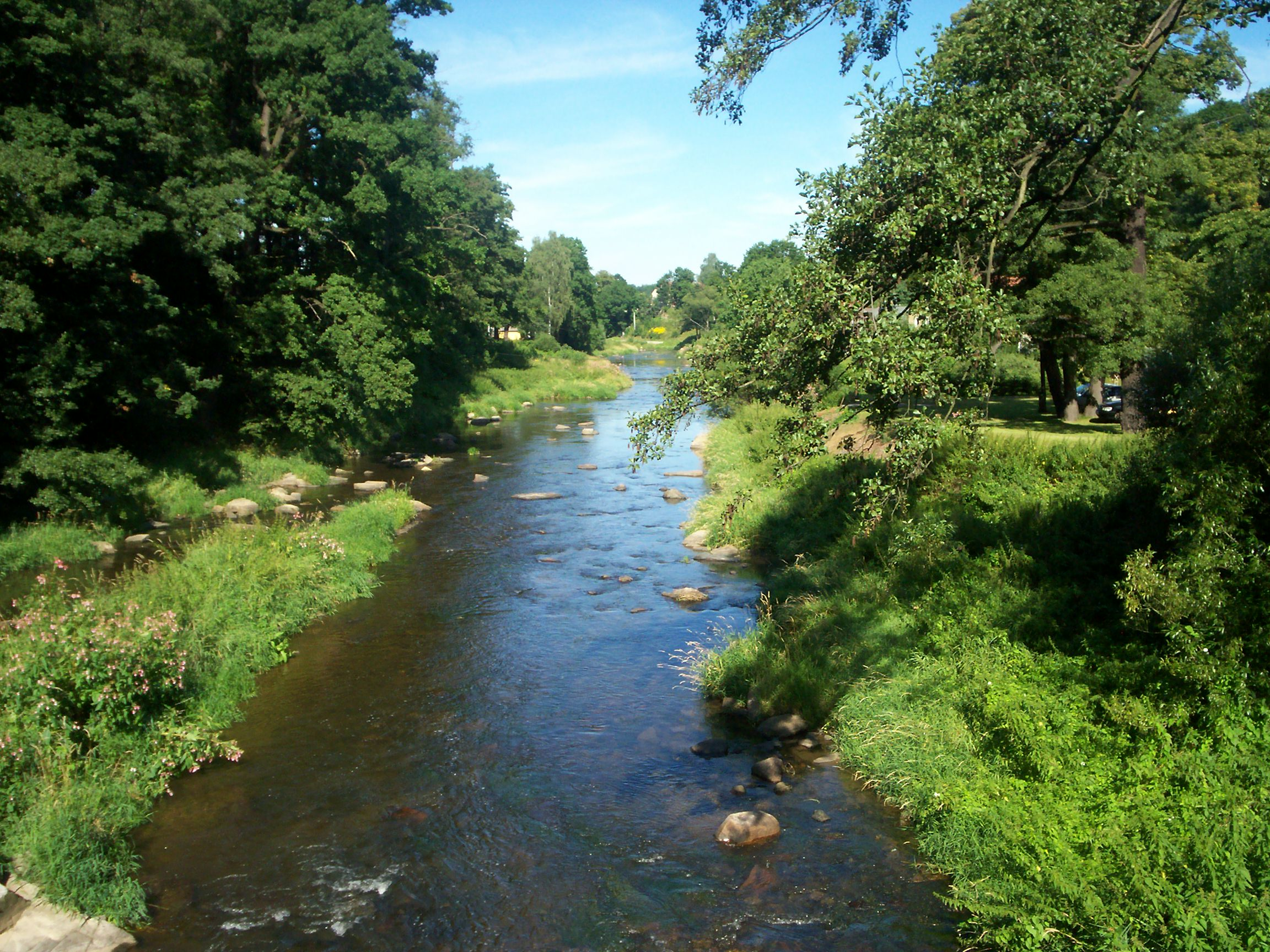
Dòng sông Bóbr ở Janowice Wielkie
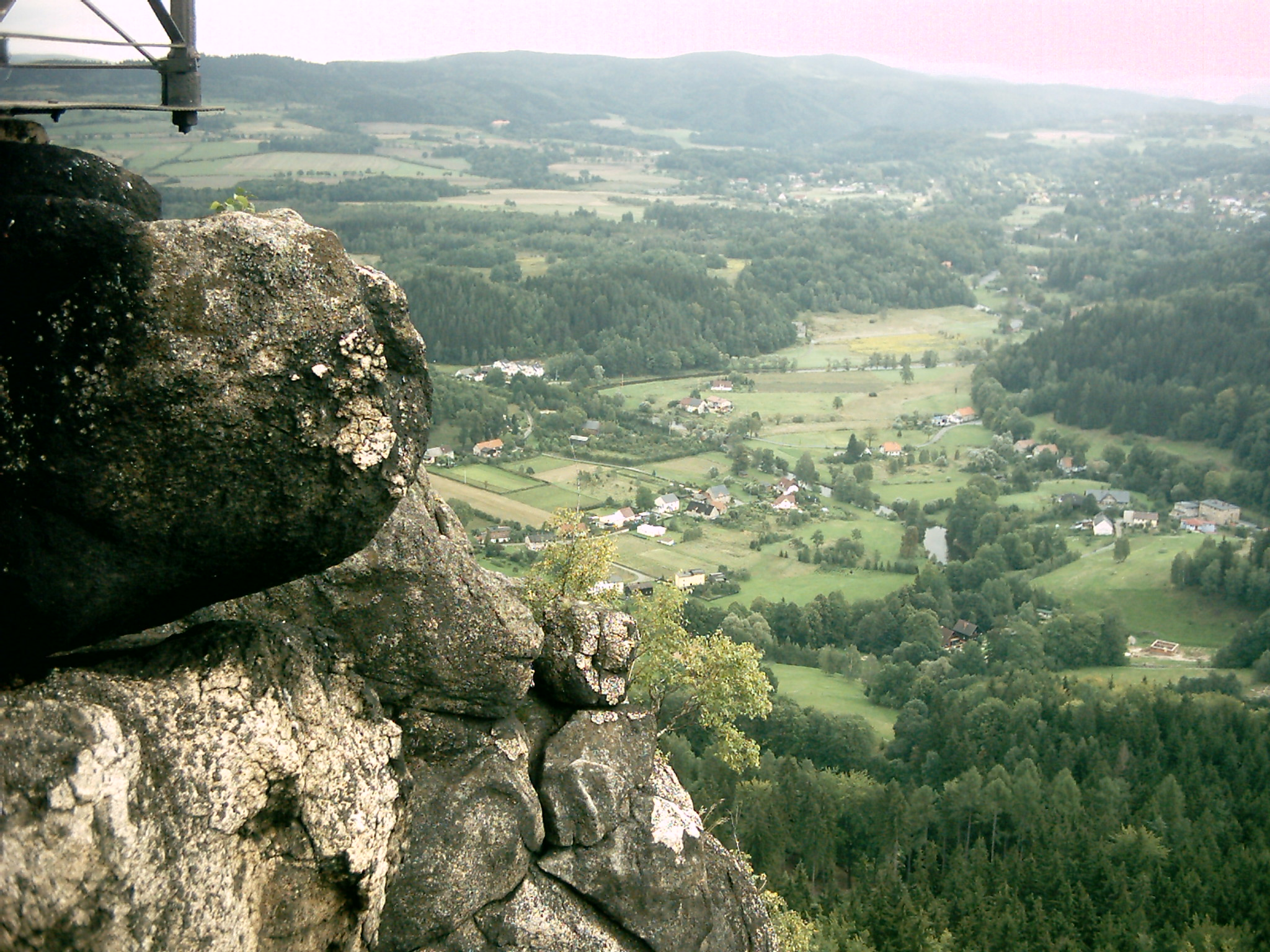
Toàn cảnh Janowice nhìn từ núi đá Sokolik

- Domovská stránka Janowice Wielkie
- Janowice Wielkie / Rudawy Janowickie na mapě

## liên kết ngoài
Janowice Wielkie Trang web chính thức của Janowice Wielkie Janowice Wielkie / Rudawy Janowickie trên bản đồ